# Teodora Kantakuzena
Teodora Kantakuzena (ur. ok. 1340, zm. po 1390) – cesarzowa Trapezuntu, żona Aleksego III Komnena. 

## Życiorys
Była córką sebastokratora Nicefora Kantakuzena, kuzyna Jana VI Kantakuzena. 28 września 1351 poślubiła Aleksego III Komnena. Mieli siedmioro dzieci. Ich córki zostały wydane za tureckich i turkmeńskich władców w Azji Mniejszej (m.in. Eudokia z Trapezuntu), a Anna z Trapezuntu za Bagrata V, króla Gruzji. Ich synami byli: Bazyli Komnen Młodszy i Manuel III Wielki Komnen